# Gunnar Andersson (fotbollsspelare)
Gunnar Andersson, Säffle-Gunnar, född 14 augusti 1928 i Arvika, död 1 oktober 1969 i Marseille, var en svensk fotbollsspelare som hade en lång karriär som proffs i Frankrike.

## Biografi
Andersson växte upp i Säffle och Åmål. Han var framgångsrik center i den svenska klubben IFK Åmål, och gick under smeknamnet "Säffle-Gunnar". Han gjorde även en kort karriär i IFK Göteborg. Han blev senare avstängd på grund av att ha fått alltför stora förmåner vid övergången från IFK Åmål till IFK Göteborg. I praktiken blev han proffsförklarad.
Han var professionell i den franska klubben Olympique de Marseille åren 1950–1958 och blev skyttekung i den franska högsta divisionen flera gånger, vilket gjorde honom mycket populär. Han hyllas än idag av klubbens supportrar som en av klubbens största spelare genom tiderna. Han spelade även i Montpellier HSC och FC Girondins de Bordeaux. Han blev aldrig uttagen i Sveriges landslag, vilket har inneburit att han idag är i stort sett är helt bortglömd i Sverige. Gunnar Andersson blev istället fransk medborgare och uttagen för spel i Frankrikes B-landslag. Han uppmärksammades ofta i fransk press för sitt skandalomsusade privatliv som innefattade alkoholism och spelberoende. Han dog utfattig och svårt alkoholiserad och hade lite kontakt med släkten i Sverige. TV4 gjorde dokumentären Målgöraren i Marseille där hans yngre bror Lennart försöker ta reda på mer om Gunnar Andersson, hans liv i Frankrike och hans familj.
Han ligger begravd i Marseille på begravningsplatsen Saint-Pierre, i sektion/ruta 61, rad 35 plats 15

## Meriter

### I klubblag
Olympique de Marseille
- Franska Cupen (finalist): 1954
- Coupe Charles Drago: 1957

### Individuellt
- Fransk skyttekung i Ligue 1 (2):  1951–52, 1952–53
- Olympique de Marseilles bästa målskytt genom tiderna: 194 mål